# Xanthopimpla hova
Xanthopimpla hova är en stekelart som beskrevs av Henri Saussure 1892. Xanthopimpla hova ingår i släktet Xanthopimpla och familjen brokparasitsteklar. Inga underarter finns listade i Catalogue of Life.